# Trotinetă

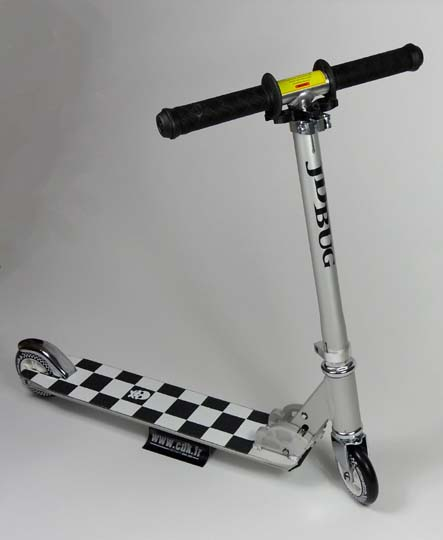
Trotinetă

Trotineta este o platformă mică cu două sau mai multe roți, dirijată cu ajutorul unui ghidon și propulsată de cel care o conduce prin împingerea cu piciorul a pământului. Modelele actuale au doar două roți, sunt realizate în principal din aluminiu și se pliază pentru mai mult confort. Alte modele pot avea 3 sau 4 roți, sunt făcute din plastic, sunt de dimensiuni mari sau nu se pliază. Trotinetele de mai mare performanță făcute pentru adulți seamănă cu vechiul model de biciclete cu o roata din față mai mare (velociped).

## Modele și istoric

#### Primele trotinete
Trotinetele primitive erau făcute manual în zonele urbane industriale de acum cel puțin 100 de ani. O versiune mai comună homemade este făcută prin atașarea unor role de skate la o placă cu un mâner. Schimbarea direcției este realizată fie prin înclinare, fie cu ajutorul unei plăci secundare conectată direct printr-un pivot. Construcția era integral din lemn, cu roți cu diametrul de 75-100 mm cu rulmenți cu bile de oțel. Un avantaj adițional pentru această construcție era zgomotul puternic, precum un “vechicul” adevărat. O construcție alternativă constă dintr-o placă de oțel articulată împărțită în două piese, spate și față, legată la o bârnă de lemn.

#### Trotinetele din aluminiu
La sfârșitul anilor 1990, o versiune mai elegantă, pliabilă, de trotinetă a fost creată de Wim Ouboter de la Micro Original Scooters and kickboards, în Elveția. Invenția lui a fost apoi copiată de JDBug și mulți alții, iar trotineta de aluminiu a devenit foarte populară în Japonia. În 1999 și 2000, a devenit populară în Statele Unite, într-o mare varietate de culori și stiluri. Brand-uri populare includ Razor și Micro, care sunt încă produse și sunt populare printre copii și cu o piață de nișă pentru adulții tineri care folosesc trotinetele pentru a efectua cascadorii. A se vedea Scootering.new , trotinetele de astăzi sunt utilizate pentru a face trucuri si sari peste lucruri, de asemenea, utilizat ca un sport.

#### Trotinetele pliabile pentru adulți
Trotinetele pliante destinate adulților au în general părți mai rezistente și au punți mai largi și mai lungi, frână de mână și roți mai mari, pentru un transport mai fin. Un exemplu este Xootr, care include roți cu diametrul de 180 mm și o punte cu dimensiuni suficiente pentru un adult în picioare.

#### Roțile cu diametru mare
Trotinetele făcute pentru curse utilizează roți de bicicletă și nu se pliază. Unele sunt utilizate în zonele urbane dense în scopuri utilitare, fiind mai rapide decât o trotinetă  pliabilă și mai utile decât o bicicletă. Unele sunt făcute pentru utilizare off-road și sunt descrise ca fiind trotinete de munte, cum ar fi Sidewalker, Freetrail și Diggler. Dezvoltare modelului Kickbike, în Finlanda, în 1994, a schimbat modul în care trotinetele sunt percepute. Kickbike are o roată de bicicletă standard, de dimensiune mari, în față și o roată mult mai mică în spate, și permite o deplasare mult mai rapidă.
Pe lângă utilizarea pentru transport, concursuri sportive și off-road, trotinetele cu roți mari sunt utilizate și pentru tracțiunea cu câini. Unul sau mai mulți câini, cum ar fi Huskie, pot trage o trotinetă și o persoană în același mod în care este trasă o sanie pe zăpadă. Diverse variante de trotinetă cu tracțiune canină cu design și caracteristici diferite sunt de asemenea disponibile, cum ar fi modelul Kickspark.

#### Patru roți
În 2006, o companie numită Nextsport a început să producă o linie de trotinete cu patru roți, cunoscute sub numele de Fuzion. Trotinetele Fuzion sunt de obicei mai mari și mai grele decât Razor și modele Micro. Primele modele de Fuzion aveau roți largi și mari, precum și o punte prea mare pentru stabilitate. Mai târziu, trotinetele cum ar fi NX Fuzion, includ, spre deosebire de modelele anterioare, roți mai mici și mai dure, cu posibilitatea de rotire al ghidonului de 360 de grade.
Există, de asemenea, câteva cazuri de trotinete freestyle care combină skateboard-ul standard cu trotineta de aluminiu, pentru a face o trotinetă cu patru roți. Timur Mamatov, din Rusia, este primul care a făcut acest lucru. Această metodă de modificare a trotinetei nu prea a prins la comunitate freestyle.

## Comparație cu bicicleta
Spre deosebire de o trotinetă propulsată prin împingere cu piciorul, o bicicletă are un scaun și tren de condus, care aduce o viteză mai mare, cost, greutate și în vrac. La sfârșitul unei călătorii o trotinetă pliantă poate fi mai ușor de îndoit și transportat în interior decât o bicicletă rabatabilă sau chiar o bicicletă portabilă. Chiar și o trotinetă care nu se pliază este mai ușor de transportat în locuri aglomerate, din moment ce nu are pedale care ies în afară. Astfel, un ciclist are avantaje în călătorii mai lungi și spațiile deschise, în timp ce o trotinetă are avantaj în călătorii mai scurte și în zone mai aglomerate. Trotinetele au rareori un portbagaj, astfel încât conducătorul transportă marfa cu un rucsac sau o geantă.
La viteze minime o bicicletă este greu de controlat în timp se pedalează, motiv pentru care, uneori, bicicliști se lovesc când traficul este dens sau în alte condiții în cazul în care aceștia nu pot profita de viteza bicicletei. Datorită stabilității superioare a trotinetei la viteză mică, accesul acesteia este permis pe mai multe trasee decât bicicleta în cazul în care mersul pe bicicletă este interzis.
Având în vedere că picioarele sunt mai aproape de nivelul solului, este mai ușor să te urci pe trotinetă decât să faci un pas peste cadru unei biciclete, prin urmare, conducătorul poate merge alternativ pe jos sau cu împingere, depinzând de starea sa fizică sau de starea drumului de urmat. Trotinetele cu roți mari, cum ar fi Kickbike, permit un antrenament mai eficient de formare decât bicicletele standard, astfel întregul corp este angajat în efortul de propulsare cu piciorul. Împingerea cu piciorul a trotinetei cu roți determină un stres mai redus la nivelul genunchiului decât o face pedalarea pe o bicicletă. Cu toate că bicicleta este o mașină mult mai eficiente pe distanțe lungi, în 2001, Jim Delzer a împins o bicicletă cu lovituri de picior în Statele Unite ...

## Modificări
Călăreții își personalizează trotinetele odată cu creșterea ofertei de piese de schimb. Aceasta include elemente cum ar fi mânere, ghidonul din o bucată, obturatoare ale mecanismului de pliere, placa completă de punte, lagăre de schimb și roți cu miez metalic.